# Mariam binti Abdul Aziz
Mariam binti Abdul Aziz (29 gennaio 1956) è stata la seconda moglie del sultano Hassanal Bolkiah del Brunei dal 1981 al 2003.

## Biografia

### Carriera e matrimonio
Mariam binti Abdul Aziz è nata nel 1956, come terza figlia di Abdul Aziz bin Abdullah, nato James Bell, e di Pengiran Rashida. Ha origini inglesi e giapponesi.
Lavorò come assistente di volo della Royal Brunei Airlines e il 28 ottobre 1981 sposò a Bandar Seri Begawan il sultano Hassanal Bolkiah, diventando la sua seconda moglie. I due si incontrarono nel 1980, ma nel febbraio 2003 giunsero al divorzio.

### Attività
Ha rivestito il grado di colonnello in capo nel Coy of Women Soldiers fino al 2003.
È stata anche patrona della Persatuan Basmi Dadah (BASMIDA), associazione contro l'abuso di droghe, dell'Association of Handicapped Children (KACA) e dell'Association for Paraplegic and Physically Handicapped People (PAPDA).
Il 19 ottobre 2022 ha incontrato Marian Jocelyn R. Tirol-Ignacio, ambasciatrice filippina in Brunei, per discutere di questioni riguardanti i diritti dei disabili e il welfare.

## Patrocini
- Pusat Ehsan Al-Ameerah Al-Hajjah Maryam, ONG attiva nell'educazione e riabilitazione delle persone con bisogni speciali.[4][5]

## Discendenza
Mariam binti Abdul Aziz e Hassanal Bolkiah ebbero due figli e due figlie:
- Abdul Azim (1982-2020);
- 'Azemah Ni'matul (1984);
- 'Fadzilah Lubabul (1985);
- Abdul Mateen (1991).

## Titoli e trattamento
- 7 novembre 1981 - ?: Yang Amat Mulia Pangiran Bini[1]
- ? - febbraio 2003:  Yang Teramat Mulia Pangiran Istri[1]

## Ascendenza
|                                             |                |     | Genitori |  |  | Nonni |  |  | Bisnonni |  |  | Trisnonni |  |
|                                             |                |     |          |  |  |       |  |  | ...      |  |  | ...       |  |
|                                             |                |     |          |  |  |       |  |  | ...      |  |  | ...       |  |
|                                             |                | ... |          |  |  |       |  |  | ...      |  |  |           |  |
| ...                                         |                |     |          |  |  |       |  |  | ...      |  |  |           |  |
|                                             |                | ... | ...      |  |  |       |  |  |          |  |  |           |  |
|                                             |                | ... | ...      |  |  |       |  |  |          |  |  |           |  |
|                                             |                | ... | ...      |  |  |       |  |  |          |  |  |           |  |
| Abdul Aziz bin Abdullah                     |                | ... |          |  |  |       |  |  |          |  |  |           |  |
|                                             |                | ... | ...      |  |  |       |  |  |          |  |  |           |  |
|                                             |                | ... | ...      |  |  |       |  |  |          |  |  |           |  |
|                                             |                | ... | ...      |  |  |       |  |  |          |  |  |           |  |
| ...                                         |                | ... |          |  |  |       |  |  |          |  |  |           |  |
|                                             |                | ... | ...      |  |  |       |  |  |          |  |  |           |  |
|                                             |                | ... | ...      |  |  |       |  |  |          |  |  |           |  |
|                                             |                | ... | ...      |  |  |       |  |  |          |  |  |           |  |
| Mariam binti Abdul Aziz                     |                | ... |          |  |  |       |  |  |          |  |  |           |  |
|                                             | Pengiran Munap | ... |          |  |  |       |  |  |          |  |  |           |  |
|                                             | Pengiran Munap | ... |          |  |  |       |  |  |          |  |  |           |  |
|                                             | Pengiran Munap | ... |          |  |  |       |  |  |          |  |  |           |  |
| Pengiran Muhammad Salleh bin Pengiran Munap | Pengiran Munap |     |          |  |  |       |  |  |          |  |  |           |  |
|                                             |                | ... | ...      |  |  |       |  |  |          |  |  |           |  |
|                                             |                | ... | ...      |  |  |       |  |  |          |  |  |           |  |
|                                             |                | ... | ...      |  |  |       |  |  |          |  |  |           |  |
| Pengiran Rashida                            |                | ... |          |  |  |       |  |  |          |  |  |           |  |
|                                             |                | ... | ...      |  |  |       |  |  |          |  |  |           |  |
|                                             |                | ... | ...      |  |  |       |  |  |          |  |  |           |  |
|                                             |                | ... | ...      |  |  |       |  |  |          |  |  |           |  |
| ...                                         |                | ... |          |  |  |       |  |  |          |  |  |           |  |
|                                             |                | ... | ...      |  |  |       |  |  |          |  |  |           |  |
|                                             |                | ... | ...      |  |  |       |  |  |          |  |  |           |  |
|                                             |                | ... | ...      |  |  |       |  |  |          |  |  |           |  |
|                                             |                | ... |          |  |  |       |  |  |          |  |  |           |  |